# Porana volubilis
Porana volubilis är en vindeväxtart som beskrevs av Nicolaas Laurens Nicolaus Laurent Burman. Porana volubilis ingår i släktet Porana och familjen vindeväxter. Inga underarter finns listade i Catalogue of Life.